# میا موتلی
میا موتلی (انگلیسی: Mia Mottley؛ زادهٔ ۱ اکتبر ۱۹۶۵) سیاست‌مدار اهل باربادوس که از ۲۵ مه ۲۰۱۸ نخست‌وزیر باربادوس است. او اولین زنی است که در تاریخ این کشور به مقام نخست‌وزیری می‌رسد.